# БА-27

БА-27 на учениях

БА-27 — советский средний бронеавтомобиль 1930-х годов. Первый серийный бронеавтомобиль СССР и первый в мире серийный трехосный бронеавтомобиль. Разработан на базе шасси отечественного полуторатонного грузового автомобиля АМО-Ф-15 в 1927 году для замены устаревших бронеавтомобилей РККА. Производился серийно в 1928—1931 годах, всего построено 215 машин.

## БА-27

### История создания
В начале 1927 года постоянному члену Артиллерийского комитета (Арткома) Артиллерийского управления (АУ) РККА А. Рожкову поручено спроектировать бронированный автомобиль на шасси первого советского полуторатонного грузового автомобиля АМО-Ф-15.
Установка бронекорпуса требовала некоторых изменений в стандартном шасси. По требованию Рожкова конструкторы АМО под руководством инженеров Б. Д. Строканова и Е. И. Важинского спроектировали шасси АМО Ф-15 СП (специальное): усилены рессоры и рама, увеличен угол наклона рулевой колонки, переделаны передние педали управления, рычаги переключения передач и тормоза, установлен задний пост управления. Летом 1927 года опытное шасси прошло ходовые испытания в окрестностях Москвы.
Осенью Рожков закончил разработку чертежей бронекорпуса, после чего проект доработан группой инженеров государственного конструкторского бюро Оружейного объединения под руководством В. Заславского. Бронемашина получила индекс Б-27.
Опытный бронекорпус изготовлен на Ижорском заводе и в начале 1928 года доставлен на завод АМО в Москву для установки на шасси.
24—31 марта 1928 года специально назначенная комиссия Артиллерийского управления РККА провела испытания опытного образца. 27 марта бронеавтомобиль доставили на Кунцевский полигон Высшей стрелковой школы, где провели испытание вооружения стрельбой по мишеням. 31 марта опытная машина совершила короткий испытательный пробег, после чего доставлена на завод для осмотра узлов и агрегатов. Отчёт испытательной комиссии направлен начальникам Артиллерийского управления и Управления снабжения РККА. Большинство членов комиссии дали Б-27 положительную оценку, одновременно предложив следующие доработки:
- Помощника шофёра и шофёра заднего руля вооружить пистолетами-пулемётами.
- Улучшить охлаждение пулемётов для увеличения длительности непрерывной стрельбы.
- Усовершенствовать шаровую пулемётную установку.
- Оборудовать пулемёт и пушку оптическими прицелами.

К июню 1928 года в бронекорпус внесены некоторые изменения:
- Колпак башни стал открываться назад для более удобного наблюдения за местностью.
- Жалюзи в броневых листах защиты радиатора заменили съёмными броневыми листами, которые в походном положении крепили по бортам корпуса.
- Большой прожектор заменили внутренним меньшего размера, закрывающимся откидной крышкой.
- Установлены фары меньшего диаметра без броневых крышек.
- Схема бронирования мотора изменена так, чтобы позволить снимать его без снятия корпуса.
- Бензопровод разделен на две магистрали.
- Сиденье водителя приподнято на 50 мм.

С 6 июня по 3 июля 1928 года комиссия с участием представителей Артиллерийского управления, штаба РККА, Инспекции пехоты и броневых сил, Инспекции кавалерии автоброневого дивизиона под председательством начальника 5-го отдела АУ РККА Топилова (позже его сменил Рожков) провела всесторонние испытания Б-27 под Москвой в районе Одинцова, к западу от Москвы. Машина прошла 627 км, из них 567 по шоссе и 59,4 км по местности. Комиссия признала результаты испытаний удачными и передала отчёты начальнику Управления снабжения РККА Дыбенко. Дыбенко обратился к начальнику штаба РККА с ходатайством «войти с представлением в РВС СССР о принятии на вооружение РККА бронеавтомобиля АМО образца 1927 года с присвоением ему наименования БА-27 (бронеавтомобиль АМО образца 1927 года) и о представлении Артиллерийскому управлению права вносить в конструкцию машины последующие усовершенствования в зависимости от результатов продолжительных испытаний и опыта службы бронеавтомобилей в частях РККА».
24 октября 1927 года постановлением РВС СССР бронеавтомобиль принят на вооружение Красной Армии под обозначением БА-27. Производство поручили Ижорскому заводу, шасси поставлял завод АМО. По другим данным, 19 декабря 1928 года приказом РВС СССР № 413/84 принята на вооружение РККА броневая машина «АМО» образца 1927 года (БА-27).
19 декабря 1927 года Артиллерийское управление РККА заключило с Ижорским заводом договор № 5666/95 на бронировку 54 БА-27 первой партии, а 6 января 1928 года — с заводом АМО на поставку 54 шасси для них. Впоследствии в договор включили и опытный образец, а 20 броневиков выделили для вооружения частей ОГПУ. Заказ выполнен в декабре 1928 года.
10 января 1929 1929 года Артиллерийское управление заключило с Ижорским заводом договор № 549/86 на изготовление ещё 74 БА-27, но выполнение заказа затянулось, поскольку и АМО, и Ижорский завод не имели необходимого оборудования, инструментов, материалов, и достаточного количества квалифицированных рабочих.
28 декабря 1929 года все права и обязанности по договору № 549/86 переданы вновь образованному Управлению моторизации и механизации Рабоче-крестьянской Красной армии (УММ РККА).
21 февраля 1930 года УММ РККА заключило с Ижорским заводом договор № 9022170 на производство 105 БА-27 третьей партии со сроком выполнения заказа к декабрю. Несмотря на то, что производство затягивалось, в сентябре 1930 года с Ижорским заводом заключён договор ещё на 65 БА-27 с окончанием сдачи в декабре.
Весной 1930 года один бронеавтомобиль из второй партии отправили на 2-й автосборочный завод «КИМ» в Москве, ведущий сборку прибывающих из Америки машинокомплектов Форд-АА. Бронекорпус БА-27 переставлен на несколько модернизированное шасси Форд-АА (в частности, изменён угол наклона рулевой колонки) Испытания показали, что благодаря более мощному двигателю скорость и запас хода бронеавтомобиля возросли. Более широкая колея значительно повысила устойчивость (допустимый боковой крен возрос до 15 градусов) — это решило проблему бокового опрокидывания узкого и высокого, на штатном шасси АМО-Ф-15СП, БА-27. Но в связи с уже начатым проектированием новых типов средних бронемашин на трёхосном шасси «Форд-Тимкен» массовую переустановку БА-27 на шасси «Форд-АА» признали нецелесообразной.
Летом 1931 года производство броневиков прекращено. Из 105 заказанных УММ РККА БА-27 третьей партии изготовили лишь 86. К производству четвёртой партии не приступали. Суммарный выпуск БА-27 за 1928—1931 годы 215 бронеавтомобилей, включая опытный (разбронированный в 1930 году).

### Производство БА-27 (РГВА, РГАЭ)
- 1928 — 55;
- 1929 — 43;
- 1930 — 60;
- 1931 — 57.

### Конструкция
Корпус клёпаный, из 3—8-мм броневых листов на каркасе из уголков — 8-мм вертикальные поверхности корпуса и башни, за исключением 6-мм бортовых листов отделения двигателя, крыша — 5-мм, днище — 3-мм. Башня в форме шестигранника — по типу башни танка МС-1 (Т-18), сверху прикрыта грибовидным колпаком со смотровыми щелями.
Более половины броневиков первой партии выпускались из броневых листов толщиной 4-7 мм, изготовленных на Ижорском заводе ещё в 1922 году.
Для проверки их качества проводились два испытания стрельбой — большое и малое, в ходе которых листы отстреливались бронебойными и остроконечными пулями с дистанции 375—600 м.
В бортах две двери для посадки экипажа. Для наблюдения за дорогой с переднего поста управления в лобовом листе корпуса два люка со смотровыми щелями и два небольших лючка чуть ниже. Для водителя кормового поста управления в кормовом листе лючок аналогичной конструкции. В бортах корпуса смотровые щели с броневыми задвижками.
Первоначально вооружение из 37-мм пушки (Гочкис-ПС) с плечевым упором и спаренных перевёрнутых 2,5-линейных (6,5-мм) танковых пулеметов системы Федорова, изготовленных на Ковровском пулемётном заводе (на серийных машинах заменены на пулемёт ДТ с плечевым упором). Пулемёт в шаровой установке системы Шпагина работы Ковровского пулемётного завода.
Бронемашина с карбюраторным двигателем АМО жидкостного охлаждения мощностью 35 л. с. (26 кВт) с карбюратором «Зенит-42». Запуск двигателя электростартером «Сцинтилла» мощностью 0,8 л. с. (0,6 кВт) или заводной рукояткой. В системе зажигания магнето. Воздух для охлаждения двигателя поступал снизу через поддон и через жалюзи в передних бронелистах. Аккумулятор 3 СТП-80 ёмкостью 80 А·ч в ящике под днищем с правой стороны машины и закрывался броневой крышкой. Электрооборудование однопроводное. Напряжение бортовой сети 6 В. Горючее перекачивается насосом из основного бензобака (80 л), отделённого от основного отсека бронированной стенкой толщиной 4 мм, или самотёком из дополнительного бачка (8 л). Из основного бака в дополнительный бензин перекачивается насосом двойного действия.
Экипаж: 4 человека (командир — он же стрелок, два шофёра и один помощник).

### Боевое применение
Летом 1928 года БА-27 начали поступать в автоброневые дивизионы (по 12 машин) на замену устаревшим броневикам «Фиат» и «Остин». В 1929 году началось формирование мотоотрядов стрелковых дивизий (по 12 БА-27). К весне 1930 года в РККА три таких отряда.
Осенью 1929 года несколько БА-27 направлены на Дальний Восток и использовались в конфликте на КВЖД.
В 1930 году в Наро-Фоминске сформирована механизированная бригада. В лёгком (разведывательном) полку бригады был дивизион из двенадцати БА-27. Дивизион предназначался для разведки и боевого охранения транспортных колонн на марше. Весной 1931 года механизированную бригаду реорганизовали, по новому штату в ней было 48 БА-27 в разведывательном батальоне.
В 1932 году БА-27 начали поступать на вооружение механизированных соединений в разных военных округах.
В 1933—1935 годах часть БА-27 поступила на вооружение бронеэскадронов кавалерийских дивизий.
До конца 1930-х годов БА-27 на вооружение частей ОГПУ/НКВД. Три бронедивизиона, укомплектованные БА-27-мыми, участвовали в боях с басмачами в Хорезмском оазисе (1 сентября — 20 октября 1932 года) и под Кизил-Араватом (март 1933 года).
В 1930—1931 годах восемь БА-27 отправили в Монголию. Они оставались на вооружении монгольской армии до 1940-х годов.

## БА-27ЖД
В середине 1930-х годов Автобронетанковое управление РККА приняло решение приспособить устаревшие и снятые с вооружения бронемашины БА-27 для движения по железной дороге. В 1936 году две машины были переоборудованы в мастерских военного склада № 60 в Брянске. Машины оснастили железнодорожными бандажами и домкратом с поворотным устройством, при помощи которого машина переводилась на рельсы. Также в кормовой части машин установили буферное и прицепное устройства, которые позволяли прицеплять машину к концевому вагону железнодорожного состава или соединять две машины между собой. При движении машины по рельсам передние и задние рессоры блокировались с помощью специальных хомутов. Переделанный вариант машины получил обозначение БА-27ЖД.
Опытные экземпляры броневиков в 1937 году удачно прошли испытания во 2-м полку бронепоездов. Скорость на рельсах составила 50 км/ч. Начиная с 1938 года, предполагалось переоборудовать в бронедрезины все БА-27, но программа не была выполнена.

## БА-27М

### История создания
Во второй половине 30-х годов встал вопрос о судьбе бронеавтомобилей БА-27 — выпуск их прекращен ещё в 1931 году, а изготовление запасных частей для них велось в недостаточном количестве. В результате к 1936 году большая часть БА-27 требовала ремонта, а провести его не было возможности. Например, командир 45-го механизированного корпуса комдив Борисенко в письме от 8 января 1937 года о состоянии вверенного соединения начальнику автобронетанкового управления (АБТУ) РККА Бокису писал: «…БАИ и БА-27. 11 машин БАИ и 21 машина БА-27 корпусу не положены. Учитывая отсутствие запчастей и ремонтных баз, а также то, что все машины БА-27 в течение ряда лет требуют капитального ремонта, прошу об их изъятии».
В июле 1937 года на броневой ремонтной базе № 2 (станция Митьково, Ленинская железная дорога (ныне станция Москва-2)) бронекорпус БА-27 установили на трёхосное шасси ГАЗ-ААА (колёсная формула6 × 4). Новая машина обозначена БА-27М.
При модернизации демонтирован задний пост управления, а в корме размещён дополнительный бензобак, благодаря чему общая ёмкость баков достигла 150 л. Толщина основных броневых листов доведена до 8 мм. Установлены четырёхступенчатая коробка передач с демультипликатором; зависимая подвеска из поперечно расположенной полуэллиптической листовой рессоры с реактивными штангами на передней оси и продольных полуэллиптических листовых рессор с реактивными штангами на второй и третьей осях; механические тормоза передних колёс и гидравлические тормоза колёс задней тележки. Запасные колёса устанавливались вдоль бортов корпуса и вращались на втулках — они использовались при преодолении бронеавтомобилем бугров, эскарпов и других препятствий, предотвращая опасность повреждения нижней части рамы. Для увеличения проходимости на колёса задней тележки надевали гусеницы типа «Оверолл».
БА-27М превосходил БА-27 по проходимости и маневренности (преодолевал подъёмы крутизной до 23° против 15° у БА-27). Масса возросла до 4,5 т, скорость по шоссе — до 48 км/ч. Увеличение ёмкости топливных баков повысило запас хода по шоссе до 415 км.
О результатах доложили в АБТУ РККА, и после рассмотрения проекта там решено модернизировать все БА-27. Причем хотя и сказано, что «бронекорпус БА-27 может быть использован на шасси ГАЗ-ААА как броневик, если его пулестойкость удовлетворяет требованиям, предъявляемым к корпусам бронемашин», при перестановке испытаний обстрелом не производили. В документах АБТУ РККА такой бронеавтомобиль обозначен БА-27М, впоследствии оно за ним закрепилось.
В сентябре бронерембаза № 2 изготовила 24 БА-27М, отправленных в 3-ю, 30 и 41-ю стрелковые дивизии Харьковского военного округа (по 8 в каждую) и по 25 в октябре (поступили в 75-ю и 80-ю (по 8), 7 в 23-ю и 2 в 25-ю стрелковые дивизии) и ноябре (по 7 в 14-ю, 49 и 84-ю, 4 в 25-ю стрелковые дивизии). В декабре 1937 — январе 1938 годов ещё 64 БА-27М отгрузили в 6-ю, 17, 19, 23, 25, 53, 55, 61, 65, 82 и 86-ю стрелковые дивизии (каждая получила от 1 до 9 машин). Последние БА-27М отправлены с бронерембазы № 2 в марте 1938 года. Так за 8 месяцев все бронекорпуса переставлены с шасси АМО-СП на ГАЗ-ААА. При этом все БА-27М поступили на вооружение отдельных разведывательных батальонов (разведбатов) стрелковых дивизий, в танковые части и кавалерию они не поступали.

### Боевое применение
В 1930 году 9 машин были поставлены в Монголию.
Примерно в это же время ОГПУ получило 28 броневиков, 18 из которых позже были возвращены РККА. На 1 января 1941 года в НКВД числилось 10 БА-27.
Летом 1939 года два БА-27М из разведбата 82-й сд участвовали в боях у реки Халхин-Гол, но, как отмечалось в документах, эти бронемашины «являлись учебными, пулемёты на машинах были изношены, а к пушкам Гочкиса не имелось снарядов».
Осенью 1939 года два БА-27М в 177-м отдельном разведбате (орб) 122-й сд 9-й армии участвовали в советско-финской войне — использовались для разведки, боевого охранения и связи, но после отступления дивизии на восток были брошены из-за отсутствия горючего. Одну бронемашину финны восстановили и использовали в качестве учебной до конца 1942 года.
Летом 1940 года на заседании АБТУ РККА решено снять с вооружения устаревшую бронетехнику, в том числе и БА-27. Механизмы предполагалось использовать как запасные части, а корпуса сдать на металлолом. Но этого не было сделано и к июню 1941 в РККА продолжали числиться 193 таких бронеавтомобиля и 10 в войсках НКВД. Кроме того ещё 9 БА-27, поставленных в 1930-31 гг, были в армии Монголии.
| Категория | ЛВО | ПОВО | ЗОВО | КОВО | ОдВО | МВО | ХВО | СКВО | ОрВО | ПриВО | УрВО | ЗакВО | САВО | ЗабВО | ДВФ | Рембазы | Всего |
| --------- | --- | ---- | ---- | ---- | ---- | --- | --- | ---- | ---- | ----- | ---- | ----- | ---- | ----- | --- | ------- | ----- |
| 2         | 7   |      | 10   | 1    | 2    | 3   | 5   | 25   | 11   | 23    | 4    |       | 26   | 7     | 4   |         | 128   |
| 3         |     |      |      | 1    | 7    | 5   | 3   |      | 2    | 5     | 1    | 4     | 5    |       |     |         | 33    |
| 4         |     | 4    |      | 11   | 8    |     | 4   |      | 2    |       |      |       |      | 2     |     | 1       | 32    |
| Всего     | 7   | 4    | 10   | 13   | 17   | 8   | 12  | 25   | 15   | 28    | 5    | 4     | 31   | 9     | 4   | 1       | 193   |

Несколько БА-27М оставались на вооружении разведбатов стрелковых дивизий вместо положенных по штату БА-6 и БА-10. Большая часть машин, находившаяся в приграничных частях, потеряна в первые недели войны. К концу лета 1941 года оставшиеся БА-27М выведены из разведбатов стрелковых дивизий и переданы в учебные части или ОСОАВИАХИМ.
Но из-за огромных потерь в технике осенью 1941 года БА-27 использовались даже в танковых подразделениях.
Сохранилось описание одного из боёв с участием БА-27 и Т-27, с именами.

Ветеран 153-й стрелковой дивизии, в сентябре 1941 года ставшей гвардейской, Трофим Степанович Шапко рассказывает: «Боевое развертывание нашей дивизии началось ещё в мае 1941 года в Камышловских летних лагерях. А в конце месяца вся 22-я армия под руководством бывшего командующего УралВО Ф. А. Ершакова двинулась на запад.

Я был в то время начальником химслужбы 208-го саперного батальона, но в первые месяцы войны пришлось побывать и в роли танкиста. Каждая стрелковая дивизия по штату имела разведывательный батальон в составе 16 танков и 13 бронемашин. Бронемашины марки „БА-27“, один танк, но, как ни странно, новый тяжелый КВ, а остальные — танкетки Т-27, с одним пулеметом ДТ. Как бронемашины, так и танкетки были изношены до предела, так как служили уже по 10—12 лет. Это и понятно: Уральский военный округ считался внутренним, поэтому техника была старая, учебная. В канун войны подгребали всю технику, а в нашей дивизии не все бойцы имели даже личное оружие. Считалось, что мы идем на манёвры.

21 июня дивизия прибыла в Витебск, а на следующий день началась война. Экипажи стареньких танкеток Т-27 приготовились к бою. Командир разведбата майор Насыров приказал проверить обстановку на Минском шоссе. И танкетки, начинавшие свой боевой путь в далеком 1927 году в Средней Азии, пошли в свой последний бой».

Задание командования было выполнено. Обстановка к западу от Минска была выяснена, а командир разведроты Т-27 лейтенант Трофим Шапко лично сбил немецкий самолёт-разведчик. Шел всего второй день войны…

Из-за больших потерь в бронетехнике в боях за Москву для пополнения танковых частей использовались «старички» БА-27М.
В 18-й танковой бригаде 5-й армии, прикрывавшей московское направление, к 10 октября 1941 года два таких броневика.
18-я танковая бригада, выведенная в тыл для пополнения, 23 — 25 октября 1941 года получила 2 БА-27М и 1 БА-10.
20-я танковая бригада 5-й армии 14 ноября 1941 года получила 2 БА-27М, один из которых потеряли через две недели, а второй 22 декабря, уже в ходе советского контрнаступления, был разбит «в боях за город Руза».
21 ноября один из БА-27М с ремонтным взводом бригады прикрывал дорогу Тархово — Петровское. В бою с немецкими танками этот броневик «подбит и сгорел с экипажем».
Согласно отчету отдела автобронетанковых войск 5-й армии с 15 октября 1941-го по 1 января 1942 года отремонтировано 225 танков и 54 бронемашины (6 БА-6, 5 БА-10, 3 БА-27М и 40 БА-20), а с 1 января по 1 апреля 1942 года — 152 танка и 24 броневика (8 БА-6, 3 БА-10 и 13 БА-20).
На 30 марта 1942 года в танковых частях 5-й армии Западного фронта 3 БА-27, но все они требовали капитального ремонта.
На 1 апреля 1942 года в частях 5-й армии 167 танков и 60 бронеавтомобилей — 17 БА-6, 13 БА-10, 2 БА-27М, 26 БА-20 и 2 ФАИ-М, из них 8 БА-6, 6 БА-20 и 2 ФАИ-М требовали ремонта.
До наших дней сохранился один БА-27М в военно-историческом музее бронетанкового вооружения и техники в посёлке Кубинка Московской области.

## БА-27 в искусстве
В фильме «Чапаев» БА-27 изображает броневик времен гражданской войны.